# Salle d'exposition
Une salle d'exposition est un lieu où sont souvent exposé des œuvres, peintures et autres objets. C'est un espace assez vaste pouvant accueillir à un instant donné un grand nombre de personnes venant admirer les œuvres. 

## Histoire

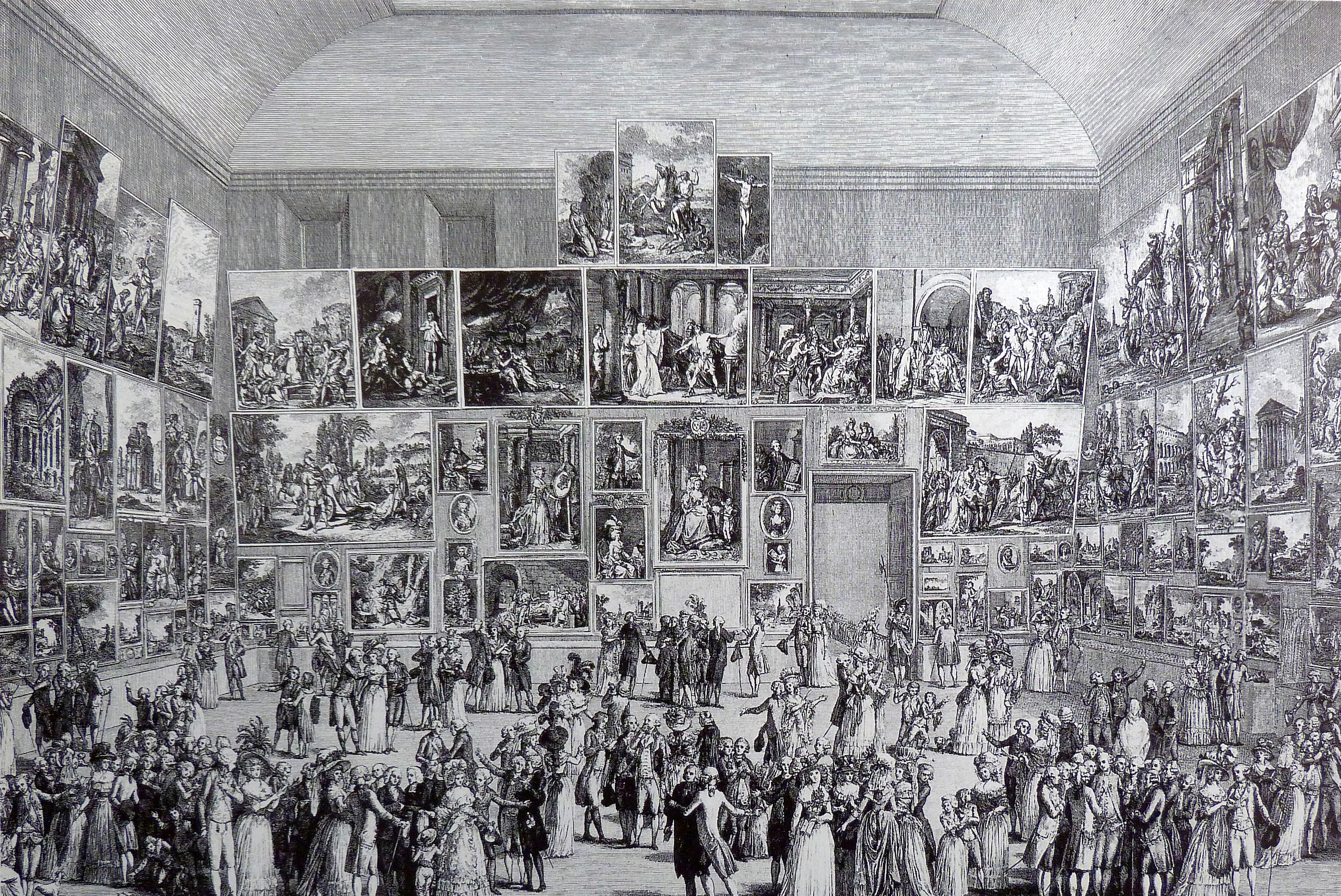
Exposition au Salon de 1787, Pietro Antonio Martini, 1787.

En 1648, l'Académie royale de peinture et de sculpture est fondée. L'Académie crée et gère des salons de peinture et de sculpture qui permettent de donner une plus grandes visibilité à ses peintres membres et au grand public de découvrir gratuitement les œuvres des académiciens mais aussi des peintures issues de collections de marchands ou de princes.
Au 18e siècle, certains particuliers décident d'organiser des expositions d'œuvres dans des lieux moins conventionnels comme des hôtels ou des couvents afin de s'émanciper des règles de l'Académie royale qui empêchait de pouvoir organiser des expositions en dehors des salons de peinture.

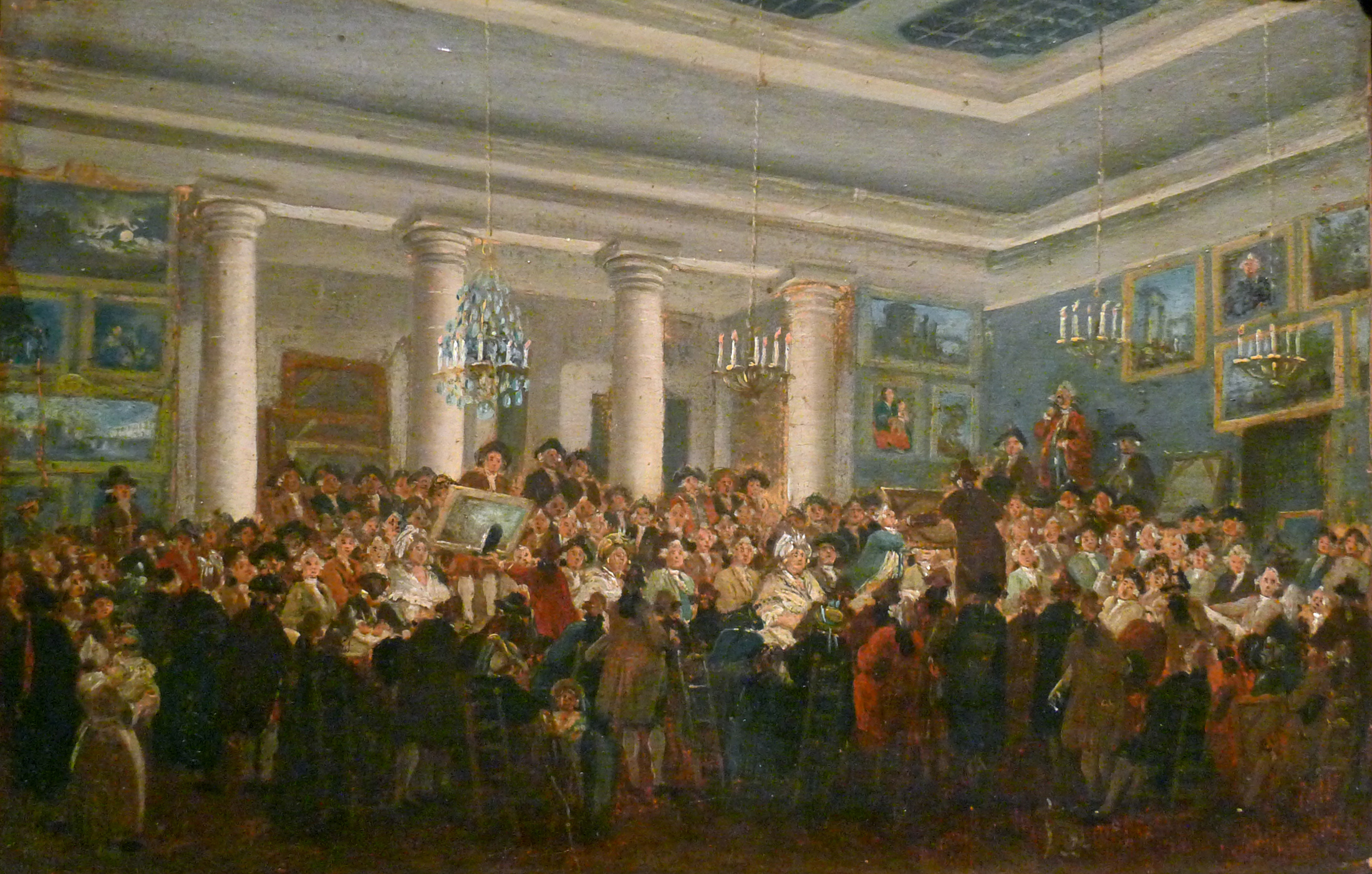
Représentation d'une exposition et vente d'œuvres à l'hôtel Bullion, par Pierre-Antoine Demachy, 1785.